# Pneumatopteris psilophylla
Pneumatopteris psilophylla är en kärrbräkenväxtart som beskrevs av Holtt. Pneumatopteris psilophylla ingår i släktet Pneumatopteris och familjen Thelypteridaceae. Inga underarter finns listade.